# Equisetum haukeanum
Equisetum haukeanum är en fräkenväxtart som beskrevs av John Thomas Mickel och A. R. Sm. Equisetum haukeanum ingår i släktet fräknar, och familjen fräkenväxter. Inga underarter finns listade i Catalogue of Life.